# Eugene Wigner
Pour les articles homonymes, voir Wigner.
Eugene Paul Wigner (en hongrois Wigner Jenő Pál, prononcé [ˈviɡnɛr ˈjɛnøː ˈpaːl] ; 17 novembre 1902 – 1er janvier 1995) est un physicien théoricien hongrois naturalisé américain.
En 1963, Wigner, Maria Goeppert-Mayer et Hans Daniel Jensen partagèrent le prix Nobel de physique pour leur travail sur l'explication de la structure du noyau atomique et son développement de la théorie de mécanique quantique concernant la nature du proton et du neutron.

## Biographie

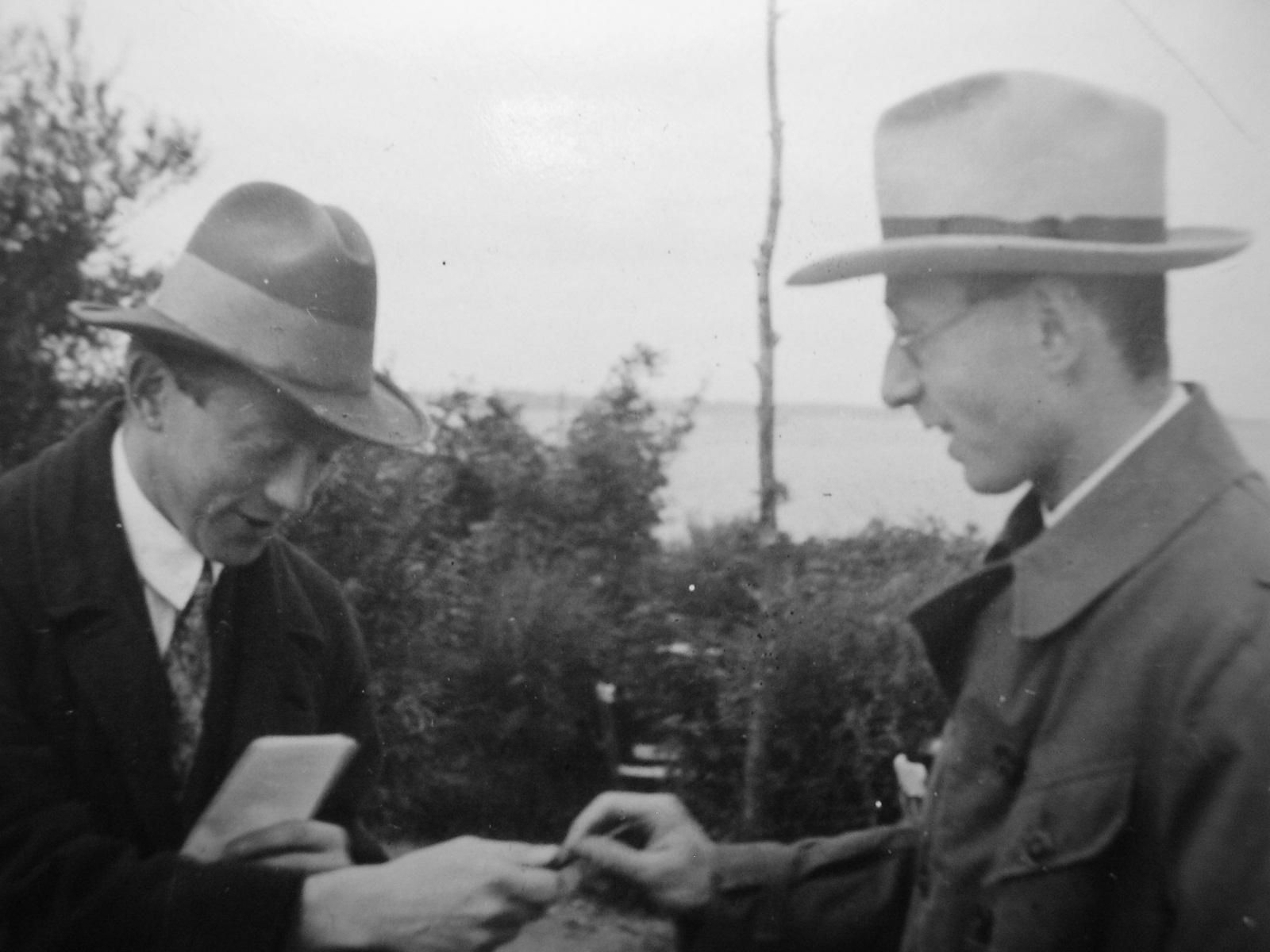
Werner Heisenberg et Eugene Wigner en 1928.

Jenő Pál Wigner est issu d'une famille juive de la classe moyenne et fréquenta avec John von Neumann, de 1915 à 1919, le lycée luthérien classique (Fasori Evangélikus Gimnázium) de Budapest. Il étudia ensuite le génie chimique et passa son diplôme d'ingénieur en 1925 à l’Université technique de Berlin sous la direction de Michael Polanyi avec un mémoire consacré à « la formation et la dissociation des molécules – mécanique statistique et vitesse de réaction ». Il y fit la connaissance, entre autres, d'Albert Einstein et de Leó Szilárd. Il consacrait tous ses loisirs à la physique, assistant aux colloques organisés par la Deutsche Physikalische Gesellschaft, où il découvrit les questions d'actualité de cette science tout en développant une passion pour les théories mathématiques. Un professeur de l'Institut Technique de Berlin, Richard Becker, le prit comme assistant en 1926.
L'année suivante, il reçut d'Arnold Sommerfeld l'offre de travailler à l'Université de Göttingen comme assistant de David Hilbert, mathématicien désormais très célèbre ; mais cette affectation fut pour lui une déception, car Hilbert n'écrivait plus beaucoup. Wigner travailla donc essentiellement seul et appliqua la théorie des groupes de symétrie à la physique quantique. Il étudia la transformation par rotation des fonctions propres du moment angulaire (matrice D de Wigner). Avec Hermann Weyl, il donna à la physique quantique son caractère algébrique caractéristique, unifié en 1928 avec la publication de Gruppentheorie und Quantenmechanik, ouvrage cependant d'un abord difficile pour les étudiants de l'époque, davantage rompus à l'analyse qu'à l'algèbre abstraite : cela conduisit Wigner à une présentation plus pédagogique, Group Theory and its Application to Quantum Mechanics of Atomic Spectra (1931).
De retour à Berlin en 1928, Wigner y soutint sa thèse d'habilitation et obtint un poste de professeur surnuméraire de physique théorique (1930) ; mais l'année suivante il se rendit aux États-Unis et travailla à Princeton. À la suite de l'arrivée au pouvoir des nazis, il perdit son poste à Berlin et dut s'établir définitivement aux États-Unis. Hormis l'année universitaire 1936-37, où il enseigna la Physique à l'Université du Wisconsin, il effectua le reste de sa carrière comme professeur de mathématiques à l'Université Princeton, qui lui attribua la distinction de professeur émérite en 1971. Il avait obtenu la citoyenneté américaine en 1937. Son épouse est décédée en 1977. Il eut, parmi ses étudiant de Princeton, Frederick Seitz, futur président de l’Académie nationale des sciences et de l’Université Rockefeller, ainsi que John Bardeen, l'un des inventeurs du transistor, deux fois prix Nobel en Physique.

## Œuvre scientifique
Parmi les contributions éminentes de Wigner à l'algèbre, il faut citer la représentation du groupe de Poincaré. Avec son compatriote Leó Szilárd, il explicita les mécanismes de réaction nucléaire en chaîne.
Parmi la multitude de sujets qu'il a abordés, il a mis au point plusieurs outils de la physique théorique : c'est à lui que l'on doit, entre autres, la théorie des matrices aléatoires, qu'il employa pour décrire les spectres de noyaux atomiques excités, et qu'il répertoria selon les propriétés de symétrie, en classes de symétrie symplectique, unitaire ou orthogonale. Cette théorie a connu un regain d'intérêt avec la notion de « chaos quantique. »
Wigner s'est efforcé d'analyser, sous l'angle philosophique, les rapports entre physique et mathématiques : à ce sujet, sa remarque sur « La déraisonnable efficacité des mathématiques dans les sciences naturelles » est encore fréquemment citée. 
Wigner est à l'origine de l'interprétation de la conscience dans le problème de la mesure en mécanique quantique, bien illustrée par une expérience de pensée particulière, le « paradoxe de Wigner. »

## Engagements politiques
Redoutant qu'Hitler ne dispose d'une arme similaire, il n'hésita pas à militer en faveur de la fabrication de la bombe atomique : il fut l'un des cinq scientifiques à informer le président Franklin D. Roosevelt en 1939 de l'utilisation militaire possible de l'énergie atomique. Associé au Projet Manhattan, Wigner conçut les plans du premier réacteur industriel destiné au raffinage du plutonium. Avec trois autres collègues, tous d'origine hongroise : Edward Teller, John von Neumann et Leó Szilárd, il formait un groupe de cerveaux que les Américains de Los Alamos surnommaient « les Martiens. » Avec la physicienne Katharine Way, il a imaginé l'approximation Way-Wigner pour décrire la désintégration des produits de fission.
Il participe au comité JASON qui conseille le gouvernement Nixon lors de la guerre du Viêt-Nam : interpelé par des militants lors d'un colloque à Trieste en septembre 1972, chroniqué par Le Monde, il se dit « flatté de [ces] accusations. »

## Distinctions
Il est lauréat de la moitié du prix Nobel de physique de 1963 (l'autre moitié a été remise à Maria Goeppert-Mayer et à Hans Daniel Jensen) « pour ses contributions à la théorie du noyau atomique et des particules élémentaires, particulièrement grâce à la découverte et à l'application de principes fondamentaux de symétrie ». Il est également récompensé du Prix Enrico Fermi en 1958.
L'astéroïde (75570) Jenőwigner porte son nom.